# Wacouta
Wacouta est un village rural dans le comté de Goodhue dans le Minnesota, aux États-Unis. Sa population était de 410 au recensement de 2000.

## Lieu historique
- Fort Beauharnois